# Kenny Rogers
Kenny Rogers, celým jménem Kenneth Ray Rogers (21. srpna 1938 Houston, Texas, USA – 20. března 2020 Sandy Springs, Georgie, USA), byl americký zpěvák, kytarista, klavírista, fotograf, herec a hudební producent působící v oblasti americké country i pop-music, držitel ceny Grammy.
Hudbě se věnoval od dob svých středoškolských studií. Od roku 1958 až do roku 1967 působil postupně v několika hudebních skupinách. V roce 1967 založil (spolu s Mickey Jonesem a s hudebníky kteří odešli z New Christy Minstrels) country rockovou skupinu „Kenny Rogers & The First Edition“. S touto skupinou vystupoval a nahrával do roku 1976, kdy byla skupina rozpuštěna. Jejich prvním hitem byla v roce 1967 píseň Ruby, Don't Take Your Love to Town (kterou v Československu nahrál Pavel Bobek).
V roce 1976 se Kenny Rogers vydal na sólovou dráhu. Z té doby pocházejí hity Coward of the County, The Gambler či duet s Dolly Parton Islands in the Stream. Jeho nahrávek se prodalo přes 100 milionů kusů. V roce 1985 nazpíval spolu s dalšími známými zpěváky singl We Are the World. V roce 2013 byl uveden do Country Music Hall of Fame (česky Síň slávy country hudby).
V roce 2017 ukončil kvůli zdravotním problémům (mimo jiné rakovina močového měchýře) svou kariéru. Zemřel 20. března 2020.